# Свинопас (казка)
«Свинопас» (дан. Svinedrengen) — казка данського Ганса Крістіана Андерсена про принца, що вдає з себе свинопаса, щоб у такий спосіб завоювати прихильність зарозумілої принцеси. Казку вперше опубліковано 20 грудня 1841 року у складі збірки «Казки, розказані дітям. Нова колекція» (видавець — К. А. Райтцел) у Копенгагені. Вважається літературною казкою, попри те, що схожі сюжети зустрічаються в інших оповідках. Казка пережила велику кількість медіа адаптацій.

## Сюжет
Бідний принц хоче одружитися з дочкою імператора і надсилає їй два подарунки: прекрасну троянду та співучого соловейка. Принцеса відмовляється прийняти принца і відкидає його подарунки, через те, що вони справжні. Згодом принц перевдягається і стає придворним свинопасом. Його поміщають у невеликій комірчині поряд зі свинарнею, де він працює та одного вечора змайстровує невеликий горщичок, який при кипінні виграє пісеньку «Oh du lieber Augustin» і повідомляє про всі страви, що готуються в місті, коли потримати палець над парою горщика. Свинопас бажає 10 поцілунків принцеси, щоб віддати їй змайстрований горщичок. Невдовзі принц змайстровує калаталку, яка грає всі відомі на світі мелодії. Цього разу ціною є 100 поцілунків принцеси. Заскочивши свою доньку, яка цілує свинопаса, імператор виганяє їх зі своєї держави. Відкривши свою справжню особу, принц висловлює свою зневагу до принцеси та повертається у своє королівство, а принцеса залишається стояти та співати «Ах, мій любий Августін».

## Екранізації
- «Свинопас» (дан. Svinedrengen (Der var engang...)) — мультфільм 2005 року [2];
- «Свинопас» (дан. Svinedrengen) — данський фільм 1974 року;
- «Свинопас» (дан. Svinedrengen) — чехословацький мультфільм 1975 року [3].
- Свинопас (СРСР, ляльковий, 1980)

## Переклад українською
Українською мовою казку переклала Оксана Іваненко.